# Tetrathemis denticauda
Tetrathemis denticauda is een libellensoort uit de familie van de korenbouten (Libellulidae), onderorde echte libellen (Anisoptera).
De soort staat op de Rode Lijst van de IUCN als onzeker, beoordelingsjaar 2009.
De wetenschappelijke naam Tetrathemis denticauda is voor het eerst geldig gepubliceerd in 1954 door Fraser.